# Kate Ziegler
Kate Ziegler (* 27. Juni 1988 in Fairfax, Virginia) ist eine US-amerikanische Schwimmerin.

## Werdegang
Ihre Spezialstrecken sind die langen Freistilstrecken. Ziegler lebt und trainiert in Arlington.
Am 18. Juni 2007 unterbot sie in Mission Viejo (Kalifornien) in 15:42,54 Minuten den "Uraltweltrekord" über 1500 m Freistil von Janet Evans (15:52,10). Zwei weitere Weltrekorde, diesmal auf der Kurzbahn, konnte sie am 12. Oktober 2007 in Essen feiern. Trotz eines sehr langsamen Starts verbesserte sie in einem 1500-Meter-Rennen im 25-Meter-Becken des Essener Hauptbads die Kurzbahnweltrekorde von Laure Manaudou über 800 m und 1500 m auf 8:09:68 bzw. 15:42:39 Minuten. Nur zwei Tage später unterbot sie dann an gleicher Stelle erneut die Bestmarke über 800 m in 8:08,00 und stellte damit ihren dritten Weltrekord an diesem Wochenende auf.

## Rekorde
| Weltrekord              | Weltrekord   | Weltrekord    | Weltrekord    | Weltrekord | Weltrekord |
| ----------------------- | ------------ | ------------- | ------------- | ---------- | ---------- |
| 1500 m Freistil         | 15:42,54 min | 17. Juni 2007 | Mission Viejo |            |            |
| (Stand: 6. August 2010) |              |               |               |            |            |